# Mike Dunleavy
Mike J. Dunleavy (Scranton, 5 de maio de 1961) é um político estadunidense. Membro do Partido Republicano, é o 12º e atual Governador do Alasca desde 2018. Dunleavy foi integrou o Senado do Alasca entre 2013 e 2018. Na eleição estadual de 2018, Dunleavy derrotou o ex-senador democrata Mark Begich por 51,5-44,5%.